# L'alfabeto dell'amore
L'alfabeto dell'amore (Naughty But Nice) è un film del 1939 diretto da Ray Enright con Dick Powell, Ann Sheridan e Ronald Reagan.

## Trama
Un compositore di musica "seria" che vive in provincia ha avuto la notizia che una sua composizione è stata eseguita in versione jazzista.